# Will Shakespeare (minissérie)
Will Shakespeare é uma mini-série britânica da ITV de 1978, uma co-produção entrea Associated Television (ATV) e a Radiotelevisione Italiana (RAI), sobre a vida de William Shakespeare. Esta série foi exibida em Portugal na RTP1, entre 12 de janeiro e 16 de fevereiro de 1979, às sextas-feiras, antes do "24 Horas".

## Produção
Cada episódio foi baseado na criação de uma única peça, e a ideia das experiências da vida real de Shakespeare influenciando a sua escrita foi usada como o dispositivo central do enredo. Como existem poucos factos conhecidos sobre a vida do dramaturgo, o guionista John Mortimer compôs os episódios com histórias ou lendas conhecidas sobre a vida de Shakespeare, como um suposto aprendizado com Christopher Marlowe e um relacionamento homoerótico com o conde de Southampton.
Mortimer também inventou um personagem no qual a Dama Negra dos sonetos de Shakespeare supostamente se baseou. Esposa de um juiz, ela se apaixona por Shakespeare depois de ver a sua atuação como Teobaldo em Romeu e Julieta, adicionando um enredo secundário elaborando sobre as divisões de classe. 

## Elenco
- Tim Curry como William Shakespeare
- Ian McShane como Christopher Marlowe
- Nicholas Clay como Conde de Southampton
- Lynette Davies como Condessa de Southampton
- Paul Freemann como Richard Burbage
- John Normington como Alex Cooke
- Ron Cook como Jack Rice
- Richard Cordery como Henry Condell
- Ronald Herdman como Sam Crosse
- Roger Lloyd-Pack como Jack Heminge
- Patience Collier como Isabel I de Inglaterra

## Episódios
| # | Título original           | Exibição original   | Exibição original       |
| - | ------------------------- | ------------------- | ----------------------- |
| 1 | "Dead Shepherd"           | 13 de junho de 1978 | 12 de janeiro de 1979   |
| 2 | "Alms for Oblivion"       | 20 de junho de 1978 | 19 de janeiro de 1979   |
| 3 | "Of Comfort and Despair"  | 27 de junho de 1978 | 26 de janeiro de 1979   |
| 4 | "The Loved Boy"           | 4 de julho de 1978  | 2 de fevereiro de 1979  |
| 5 | "Rebellion's Masterpiece" | 11 de julho de 1978 | 9 de fevereiro de 1979  |
| 6 | "The Living Record"       | 18 de julho de 1978 | 16 de fevereiro de 1979 |